# Siviwe Soyizwapi
Siviwe Sonwabile "Shakes" Soyizwapi, född 7 december 1992, är en sydafrikansk rugbyspelare. Han ingick i det sydafrikanska lag som tog brons i sjumannarugby vid OS 2024 i Paris.